# (9121) Stefanovalentini
(9121) Stefanovalentini est un astéroïde de la ceinture principale et plus spécifiquement du groupe de Hilda.

## Description
(9121) Stefanovalentini est un astéroïde du groupe de Hilda. Il présente une orbite caractérisée par un demi-grand axe de 3,88 UA, une excentricité de 0,04 et une inclinaison de 4,6° par rapport à l'écliptique.

## Compléments